# Sven Kalisch
Sven Kalisch (* 21. März 1966 in Hamburg, ehemals Muhammad Sven Kalisch) ist ein deutscher Jurist und ehemaliger islamischer Theologe, der sich vom Islam getrennt hat. Er war Inhaber des ersten Lehrstuhls für die Ausbildung islamischer Religionslehrer in der Bundesrepublik Deutschland. Er lehrt und forscht an der Universität Münster.

## Ausbildung und Leben
Kalisch war 15 Jahre alt, als er vom Protestantismus zum Islam konvertierte. Er rechnete sich der Glaubensrichtung der Zaiditen (Fünfer-Schiiten) zu und versteht sich als Neuplatoniker. 1997 promovierte er bei Adalbert Podlech am Fachbereich Rechts- und Wirtschaftswissenschaften der Technischen Hochschule Darmstadt; der Titel seiner Doktorarbeit lautete Vernunft und Flexibilität in der islamischen Rechtsmethodik. Danach arbeitete er bis 2001 als selbstständiger Rechtsanwalt in Hamburg. Im Jahre 2002 habilitierte er sich im Fach Islamwissenschaft an der Universität Hamburg mit der Schrift Fiqh und Usul-al-fiqh in der Zaidiya. Die historische Entwicklung der Zaidiya als Rechtsschule. Im Anschluss erteilte ihm die Universität Hamburg die Lehrbefugnis als Privatdozent für das Fach Islamwissenschaft.
Kalisch war Mitglied des Kuratoriums der Muslimischen Akademie in Deutschland und hat auch für das Islamische Zentrum Hamburg gearbeitet.
Von 2004 bis 2010 war Kalisch ordentlicher Universitätsprofessor für Religion des Islam am Centrum für Religiöse Studien (CRS) der Westfälischen Wilhelms-Universität Münster. Mit seiner Berufung wurden zum ersten Mal in der Geschichte Nordrhein-Westfalens angehende Lehrer für islamischen Religionsunterricht beziehungsweise dessen Ersatzfach „Islamkunde“ an einer Universität in Nordrhein-Westfalen ausgebildet, nachdem die bayerische Friedrich-Alexander-Universität Erlangen-Nürnberg im Jahre 2003 eine solche Ausbildung erstmals in Deutschland initiiert hatte. Der Zusatzstudiengang qualifiziert Lehramtsstudentinnen und Lehramtsstudenten für alle Schulformen. Der Lehramtsstudiengang in Münster umfasst übergeordnet Koran, Geschichte des Islam, Mohammed, Fiqh und ʿIlm al-kalām. 2008 hat das nordrhein-westfälische Wissenschaftsministerium Kalisch aufgrund seiner umstrittenen Thesen zur Existenz des Religionsstifters Mohammed von der Lehrerausbildung entbunden.

## Kontroverse um theologische Positionen
Der Koordinationsrat der Muslime in Deutschland (KRM) beendete im September 2008 seine Mitarbeit im Beirat des Centrums für Religiöse Studien an der Universität Münster. Der damalige Sprecher der KRM, Ali Kızılkaya, sagte, man könne niemandem empfehlen, bei Kalisch zu studieren, weil er grundsätzliche Lehren des Islam, wie die Existenz Mohammeds und die Grundlagen der Entstehung des Koran, in Zweifel ziehe. Neben der Existenz Mohammeds zweifele Kalisch auch die historische Existenz Jesu, Moses, Abrahams und anderer Propheten der islamischen, christlichen und jüdischen Traditionen an.
Bezüglich seiner Thesen kündigte Kalisch 2008 für 2009 die Veröffentlichung eines Buches an. Zur Kritik der Islamverbände erklärte er, er halte deren Vorstellungen von Theologie für nicht zeitgemäß und wolle die Weichen für die islamische Theologie in Richtung einer historisch-kritischen Forschung in westlicher Tradition gestellt wissen.
Mit seiner theologischen Meinung gilt Kalisch als Vertreter der so genannten Radikalkritik. Dem Magazin Focus sagte er: „Ich vertrete zwar nicht pauschal die Theorien der Saarbrücker Schule der Islam-Wissenschaft, dass der Koran im Grunde ein christlicher Text sei. Ich begrüße aber die methodischen Ansätze, archäologische Zeugnisse, Münzen und Überlieferungen außerhalb des Islam zur Forschung heranzuziehen.“ Mit dem Begriff „Saarbrücker Schule“ bezieht sich Kalisch auf Theorien, die unter anderem von Karl-Heinz Ohlig, Gerd-Rüdiger Puin und Christoph Luxenberg vertreten werden; alle drei lehrten bzw. lehren an der Universität des Saarlandes in Saarbrücken oder sind mit der Institution assoziiert. Die Vertreter dieser Richtung halten den Koran für einen ursprünglich christlichen Text, der nicht auf Arabisch verkündet wurde, sondern eine fehlerhafte Übersetzung aus dem Syrischen sei. Sie vertreten überdies die Position, Mohammed sei erst nachträglich erfunden worden, um den Islam mit einem prophetischen Stifter zu versehen, nachdem sich aus einer ursprünglich christlichen Häresie eine eigene Religion entwickelt hatte. Die „Saarbrücker Schule“ ist wiederum ein Teil der sogenannten Revisionistischen Schule der Islamwissenschaft.
Dass Kalisch diese radikalen Meinungen, die auch innerhalb der westlichen Islamwissenschaft eine Minderheitenmeinung darstellen, für grundsätzlich diskussionswürdig hielt, sorgte unter konservativen Muslimen für Empörung. In Zusammenhang mit der theologischen Auseinandersetzung urteilte seine frühere Kollegin Lamya Kaddor, die bereits im März 2008 ihre Stelle gekündigt und das Institut verlassen hatte: „Ich glaube, dass Professor Kalisch anfänglich eine angemessene Besetzung für diesen Lehrstuhl war.“ Sie sei aber nach ausführlichen Auseinandersetzungen zu der Überzeugung gelangt, „dass er den Aufgaben des Lehrstuhls mittlerweile nicht mehr gerecht wird“. Die islamkritische Autorin Seyran Ateş, die Turkologin Ursula Spuler-Stegemann, die Islamwissenschaftler Tilman Nagel und Nasr Hamid Abu Zaid, der (inzwischen aus dem Amt geschiedene) Generalsekretär der Alevitischen Gemeinde Deutschland, Ali Ertan Toprak, und andere erklärten in einem öffentlichen Aufruf ihre Solidarität mit Kalisch.
Im März 2009 forderten 22 Studenten von Kalisch in einem Schreiben an das Rektorat der Universität Münster dessen Abzug von der Lehrerausbildung, damit sie später überhaupt noch eine Chance hätten, als islamische Religionslehrer eingestellt und von muslimischen Eltern und Gemeinden anerkannt zu werden. Weiterhin bemängelten die Studenten, dass zu Kalischs Veranstaltungen keine Alternative angeboten werde und er somit als einziger die Prüfungsberechtigung habe. Sie kündigten an, alle Veranstaltungen für die Ausbildung von Islamlehrern zu boykottieren und sich in einem zweiten Schritt zu exmatrikulieren.
Kalisch fühlt sich nach eigener Aussage bedroht. Dass manche konservativen Muslime nun seinen ersten Vornamen Muhammad wegließen und ihn nur noch Sven Kalisch nannten, empfinde er als kaum verhüllte Drohung, sagte er dem Spiegel. Die Botschaft sei klar. „Einige betrachten mich nicht mehr als Muslim.“ Der Abfall vom Islam gilt aber als grundsätzlich todeswürdiges Vergehen (siehe hierzu Apostasie im Islam). Es gab zwar keine konkreten Drohungen gegen seine Person, aber aufgrund des indirekten Vorwurfs, er sei vom Glauben abgefallen, und der Tatsache, dass ausländische Zeitungen ihn als Sven Kalisch statt Muhammad Kalisch bezeichnet haben und damit kundtaten, dass er kein Muslim mehr sei, wurde sein Büro an einen nicht-öffentlichen Ort verlegt, er selbst unter Polizeischutz gestellt.

## Gerichtsverfahren und Abberufung vom Lehrstuhl
Nach einem Bericht der Frankfurter Rundschau vom 30. November 2009 und anderen Medien steht Kalisch im Zentrum eines „Spendenskandals“. Demnach sollen im Centrum für Religiöse Studien unter seiner Leitung 20.000 Euro aus einer Spende im Zuge des „Dezemberfiebers“ widerrechtlich vereinnahmt worden sein: „Ende März vorigen Jahres wurde es [das Geld] auf Anweisung eines Abteilungsleiters der Hochschule auf ein Universitäts-Konto bei der WestLB verbucht, amtliche ‚Zweckbestimmung: Rückzahlung aus Projektmitteln‘“, heißt es in der Münsterschen Zeitung. Beschuldigt wurde jedoch eine ehemalige Mitarbeiterin, die islamische Religionspädagogin und Autorin Lamya Kaddor, mit der Kalisch sich seit einiger Zeit in einem Rechtsstreit befand. 2008 endete ein erster Prozess vor dem Landgericht Münster mit einem Vergleich, wonach Kalisch sich verpflichten musste, bestimmte Behauptungen nicht mehr zu verbreiten. Anlass war eine E-Mail, die er rund drei Monate nach Ausscheiden Kaddors an zahlreiche Adressaten versendet hat. Inzwischen hat Kaddor gegen ihn Klage nach dem Antidiskriminierungsgesetz eingereicht. Am 28. Oktober 2011 wurde der von der Staatsanwaltschaft Münster eingeleitete Prozess gegen Kaddor vom Amtsgericht Münster eingestellt.
Am 20. Juli 2010 wurde Mouhanad Khorchide zu Kalischs Nachfolger berufen. Ende 2013 protestierten islamische Verbände jedoch auch gegen Khorchide, der den Islam als „Religion der Barmherzigkeit“ interpretiert hatte, was konservative Muslime als unzulässige Annäherung an das Christentum verstanden, und der zudem ähnlich wie bereits Kalisch dafür eintrat, sich dem Koran mit den Mitteln der historisch-kritischen Methode wissenschaftlich zu nähern.
Seit Herbst 2008 fand in Münster eine gegen das CRS und seinen damaligen Direktor gerichtete Kampagne statt, an der maßgeblich eine unter dem Namen Hamza Ali İdenoğlu agierende Person beteiligt war. Dies war Anlass für eine Kleine Anfrage des Landtagsabgeordneten Rüdiger Sagel vom 18. März 2010 unter der Ziffer 14/10881, die neben Anderem danach fragt, welche Maßnahmen die Landesregierung NRW ergriffen habe, um Bedrohungsszenarien an den Universitäten des Landes auszuschließen. Die Antwort datiert auf den 16. April 2010 und trägt die Nummer 14/11030.

## Abkehr vom Islam
Wie die in Münster erscheinenden Westfälischen Nachrichten am 21. April 2010 auf ihrem Netzauftritt berichteten, ist Kalisch kein Muslim mehr. Er habe die Hochschulleitung darüber in Kenntnis gesetzt, auch das Landeswissenschaftsministerium sei informiert. Da die Konfession für seine Professorenstelle unerheblich sei, habe seine Entscheidung, den Islam zu verlassen, aus Sicht der Universität keine Konsequenzen. Er legte auch seinen Vornamen „Muhammad“ ab.
Im Juli 2010 entfernte das Rektorat Kalisch aus dem „Centrum für religiöse Studien“. Er bleibt Professor im Fachbereich Philologie; seine Professur wurde umbenannt in „Geistesgeschichte im Vorderen Orient in nachantiker Zeit“.

## Publikationen und Aufsätze (Auswahl)
- Frieden aus der Sicht des Islam. In: Islam im Dialog, Jahrgang 1, Nr. 4, Winter 2002, S. 13–28.
- Islamische Wirtschaftsethik in einer islamischen und in einer nichtislamischen Umwelt. In: Hans G. Nutzinger (Hrsg.): Christliche, jüdische und islamische Wirtschaftsethik – Über religiöse Grundlagen wirtschaftlichen Verhaltens in der säkularen Gesellschaft. Marburg 2003, S. 105–129.
- Usul az-Zaidiya wa-nascharāt al-firaq al-islāmiyya (in arabischer Sprache, „Die Grundlagen der Zaidiya und die Veröffentlichungen der islamischen Richtungen“). In: Al-Masār, Vol. 5, Issue 2, 2004, S. 27–70.
- Glaube und Gesetz aus Sicht der islamischen Rechtsschulen. In: Murest, Multireligiöse Studiengruppe (Hrsg.): Handbuch interreligiöser Dialog. Aus katholischer, evangelischer, sunnitscher und alevitischer Perspektive. Köln 2006, ISBN 3-00-017959-3
- Islamische Theologie ohne historischen Muḥammad – Anmerkungen zu den Herausforderungen der historisch-kritischen Methode für das islamische Denken, 2008, online veröffentlicht (PDF; 272 kB)
- Islam und Menschenrechte: Betrachtungen zum Verhältnis von Religion und Recht. In: Hatem Elliesie (Hrsg.): Islam und Menschenrechte (Islam and Human Rights / الإسلام وحقوق الإنسان). In: Leipziger Beiträge zur Orientforschung, Band 26, Beiträge zum Islamischen Recht VII, Frankfurt a. M. / New York u. a. 2010, ISBN 978-3-631-57848-3, S. 49–72.